# Casco (condado de Cumberland)
Casco es un lugar designado por el censo ubicado en el condado de Cumberland en el estado estadounidense de Maine. En el Censo de 2010 tenía una población de 587 habitantes y una densidad poblacional de 64,01 personas por km².

## Geografía
Casco se encuentra ubicado en las coordenadas 44°0′6″N 70°31′58″O / 44.00167, -70.53278. Según la Oficina del Censo de los Estados Unidos, Casco tiene una superficie total de 9.17 km², de la cual 8.5 km² corresponden a tierra firme y (7.29%) 0.67 km² es agua.

## Demografía
Según el censo de 2010, había 587 personas residiendo en Casco. La densidad de población era de 64,01 hab./km². De los 587 habitantes, Casco estaba compuesto por el 95.4% blancos, el 0.17% eran afroamericanos, el 0.51% eran amerindios, el 0.17% eran asiáticos, el 0% eran isleños del Pacífico, el 0% eran de otras razas y el 3.75% pertenecían a dos o más razas. Del total de la población el 0.85% eran hispanos o latinos de cualquier raza.